# Пържена риба
Пържената риба е популярно традиционно рибно ястие. Почистена риба (всякъкъв вид, но по-предпочитана е дребната риба, напр. цаца) се овалва в брашно (ако е едра, се нарязва), след което се пържи в маслена баня до златисто. Консумира се предимно през лятото.